# General Pinedo
General Pinedo est une ville de la province du Chaco, en Argentine, et le chef-lieu du département de Doce de Octubre. Elle est située à 227 km à l'ouest de Resistencia.

## Démographie

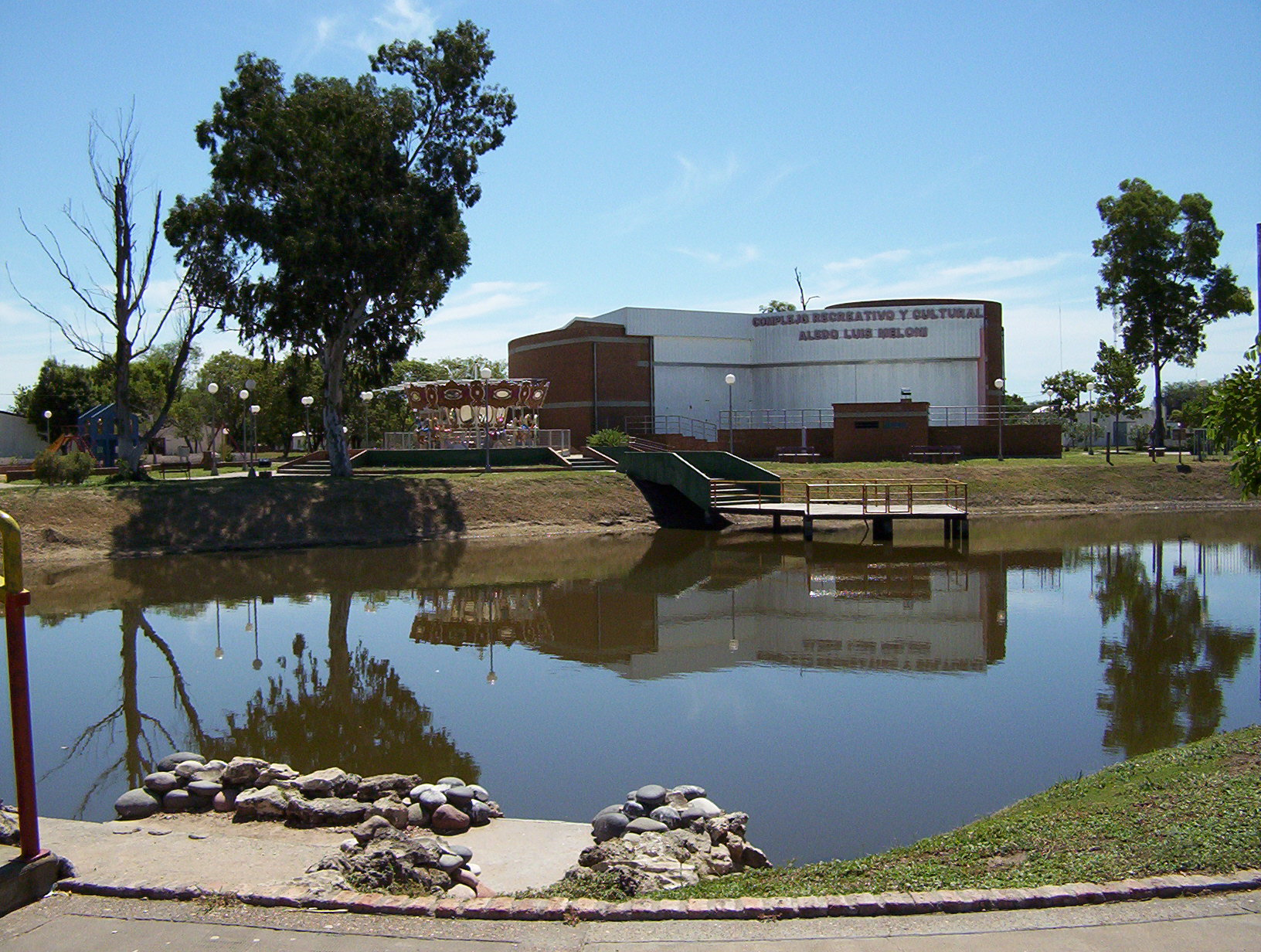
Le complexe culturel de la ville.

Sa population s'élevait à 11 332 habitants en 2001.